# Сусіди (фільм, 1979)
Сусіди — радянський художній телефільм 1979 року, знятий на кіностудії «Білорусьфільм».

## Сюжет
Телефільм складається з трьох новел, які розповідають про кумедні випадки із життя сусідів одного білоруського села. У новелі «Папуга, яблуко і …» сільського хлопця Сашка несправедливо звинувачують в крадіжці папуги та велосипедного колеса. «Лісник і …» розповідає про невдачливого лісника Микиту Тиркича. Тікаючи від кабана, Микита знаходить порятунок на старому в'язі, але випадково провалюється в його глибоке дупло … Герой новели «Карпи і …» дід Голдебик вирішує допомогти голові вивести рідний колгосп в мільйонери. Його план простий: купити в місті рибок і заселити ними сільський ставок…

## У ролях
- Георгій Бурков — Микита Тиркич, лісник
- Леонід Крюк — Іван Грамулька, швець
- Іван Матвєєв — дід Голдебик
- Олександр Хмелевський — Сашка Леонов
- Володимир Носик — Микола Порошко, Федорич, сільський міліціонер
- Володимир Кулешов — Василь Опанасович, голова сільради
- Єлизавета Нікіщихіна — Мирониха, агрономиха
- Ніна Розанцева — мати Сашка Леонова
- Євген Богданович — житель села, робітник, який спиляв берізки
- Фома Воронецький — Сандрич
- Валерій Воронін — епізод
- Маргарита Криницина — Віра Петрівна, дружина лісника Микити Тиркича
- Тамара Муженко — продавчиня в магазині «Риба»
- Лідія Мордачова — продавчиня в магазині «Зоотовари»
- Валерій Філатов — керуючий лісовим господарством, начальник Микити Тиркича
- Ростислав Шмирьов — голова колгоспу

## Знімальна група
- Режисер — Валерій Пономарьов
- Сценарист — Олексій Дударєв
- Операторка — Анастасія Суханова
- Композитор — Валерій Іванов
- Художник — Леонід Єршов